# Світова боксерська організація
Світова́ боксе́рська організ́ація (англ. World Boxing Organization, скор. WBO) — одна з найпрестижніших і найбільших організацій у світі професійного боксу. Вона займається рейтингами боксерів, встановляє правила боксу та надає звання чемпіонів світу. Зареєстрований офіс компанії знаходиться в Сан-Хуані, Пуерто-Рико.

## Історія
WBO була створена наприкінці 1980-х років, групою бізнесменів з Пуерто-Рико та Домініканської Республіки, які виступили з іншою організації боксу — WBA, звинувачуючи її в неясності правил і принципів визначення рейтингу. Хоча вже в дев'яностих роках була авторитетною в Європі, у США до 2000-х років вважалася другорядною організацією.
У 2004 році WBO, отримала визнання від Всесвітньої боксерської асоціації (WBA), У 2006 році WBO отримала визнання від Всесвітньої боксерської ради (WBC), і в 2007 році була визнана Міжнародною боксерською федерацією (IBF).
Велику популярність WBO надали Насім Хамед, Володимир Кличко, Менні Пак'яо, Хуан Мануель Маркес, Оскар Де Ла Хойя і Ноніто Донер.
З 2007 року пояс WBO вважається обов'язковим для статусу абсолютного чемпіона світу, поряд з WBA, WBC і IBF.
WBO так само як і WBA практикує нагородження крім звичайного чемпіона, статусом суперчемпіона, але не розпорошує кількість чемпіонів, як це робить WBA, а просто призначає максимально гідних і тривалих чемпіонів особливим статусом.
18 лютого 2004 році відбувся перший об'єднувальний поєдинок, в якому переможець зібрав всі чотири пояси, і став абсолютним чемпіоном світу, хоча до того моменту статус WBO ще не мав такого авторитету. Об'єднавчий бій пройшов між чемпіоном WBA, WBC, IBF The Ring, Бернардом Хопкінсом, і чемпіоном WBO, Оскаром Де Ла Хойєю. Цей поєдинок став одним з перших після якого переможця не позбавила жодна організація свого титулу, за те що він володів паралельно поясом WBO.
Так само авторитет WBO додав об'єднувальний поєдинок між чемпіоном IBF Володимиром Кличком і чемпіоном WBO Султаном Ібрагімовим.
У 2012 році в поєдинку, який отримав нагороди «Бій року» і «Нокаут року» за версією журналу The Ring, розігрувався особливий пояс «чемпіона десятиліття», який завоював Хуан Мануель Маркес, нокаутувавши Менні Пак'яо.

## Чемпіони світу версії WBO
(станом на 25.02.2024)
| Вагова категорія:       | Боксер:            | Дата здобуття пояса: |
| ----------------------- | ------------------ | -------------------- |
| Мінімальна вага         | Оскар Коллазо      | 27 травня 2023       |
| Перша найлегша вага     | Шокічі Івата       | 13 жовтня 2024       |
| Найлегша вага           | Ентоні Оласкуага   | 20 липня 2024        |
| Друга найлегша вага     | Пхумелеле Кафу     | 14 жовтня 2024       |
| Легша вага              | Такеї Йосикі       | 6 травня 2024        |
| Друга легша вага        | Наоя Іноуе         | 25 липня 2023        |
| Напівлегка вага         | Рафаель Еспіноза   | 9 грудня 2023        |
| Друга напівлегка вага   | Емануель Наваррете | 23 жовтня 2023       |
| Легка вага              | Кейшон Девіс       | 14 лютого 2025       |
| Перша напівсередня вага | Теофімо Лопес      | 9 червня 2023        |
| Напівсередня вага       | Браян Норман       | 12 серпня 2024       |
| Перша середня вага      | Себастьян Фундора  | 30 березня 2024      |
| Середня вага            | Жанібек Алімханули | 25 серпня 2022       |
| Друга середня вага      | Сауль Альварес     | 8 травня 2021        |
| Напівважка вага         | Артур Бетербієв    | 18 червня 2022       |
| Перша важка вага        | Хільберто Рамірес  | 16 листопада 2024    |
| Важка вага              | Олександр Усик     | 25 вересня 2021      |